# إطعام
بنك الطعام السعودي واختصارًا إطعام (المعروفة سابقًا: الجمعية الخيرية للطعام) هي مؤسسة غير ربحية سعودية مُتخصصة بالطعام، مُرخصة من وزارة الموارد البشرية والتنمية الاجتماعية بترخيص رقم 600، بدأ بتأسيسها في عام 2010، وأعلن عن إشهارها رسميًا في 15 يونيو 2011، بمبادرة من عدد من رجال الأعمال بالمنطقة الشرقية في السعودية وعلى رأسهم عبد اللطيف عبد الله الراجحي، وأنطلقت أعمالها في مطلع 2012 في مدينة الدمام كأوّل بنك للطعام في المملكة العربية السعودية ومنطقة الخليج العربي. يقع مقرها الرئيس في مدينة الدمام، ولها أربعة أفرع في كل من الرياض، جدة، الأحساء والجبيل.
تعمل إطعام في مجال حفظ الموارد الغذائية من الهدر، وتقديم الطعام الآمن والمستدام للأسر التي يتعذر حصولها على الغذاء، وللجمعية مبادرات متعددة تهدف إلى نشر ثقافة حفظ النعمة، وصناعة عشرات الفرص الوظيفية للكفاءات الوطنية السعودية.

## مخرجات الجمعية
- التوسع الجغرافي والتواجد في 5 مدن سعودية
- حفظ  وتوزيع أكثر من 15,000,000 وجبة من الهدر
- جمع وتوزيع أكثر من 700,000 سلة غذائية
- توظيف أكثر من 150 شاب سعودي وشابة
- صناعة أكثر من 200,000 ساعة تطوعية

## التمويل
تعمل إطعام على إنشاء عدد من المشاريع لتؤمن لها الاستدامة المالية، لتدير من خلالها عملياتها التشغيلية مستندة على مجموعة من الرعايات الفعالة والاستثمارات المستدامة في مجال العقار والغذاء، ومن ضمنها:
- مجمع إطعام السكني
- مركز إطعام للأعمال
- مبنى الجبيل الاستثماري (قيد الإنشاء)

## الجوائز والأوسمة
- 2015: جائزة أربيان بزنس عن أفضل مبادرة اجتماعية بالمملكة[4]
- 2015: جائزة المشروعات الاجتماعية الرائدة بالخليج[5]
- 2016: جائزة السبيعي للتميز بالعمل الخيري[6]
- 2017: جائزة الأمير خالد الفيصل للاعتدال في فرع المبادرات المؤسسية «الشراكة المجتمعية»[7]
- 2018: قلادة جائزة مؤسسة الأمير محمد بن فهد العالمية في المجال الإنساني التنموي لفريق إطعام التطوعي[8]
- 2018: جائزة recon فئة التسويق الهادف على مستوى الشرق الأوسط وشمال أفريقيا[9]
- 2019: جائزة مهرجان جلوبال العالمية عن أفضل جمعية خيرية على مستوى الوطن العربي[10]
- 2019: جائزة جدة للإبداع لأفضل مبادة «جدة بلا هدر»[11]

## معرض صور

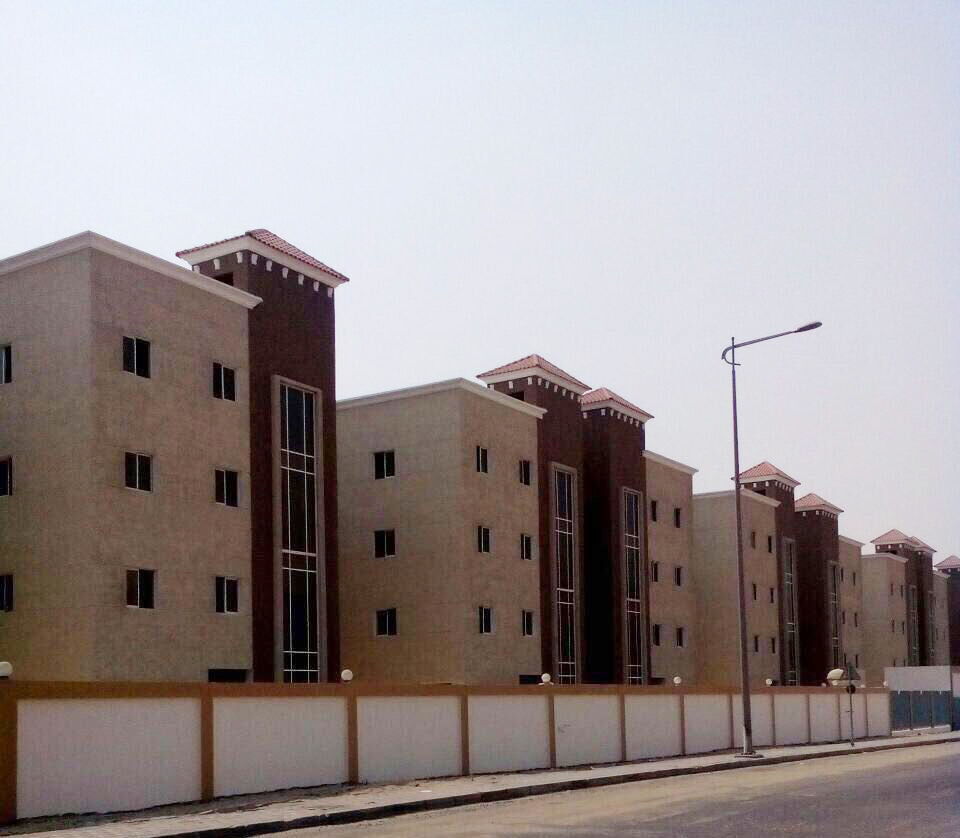
مجمعات إطعام السكنية
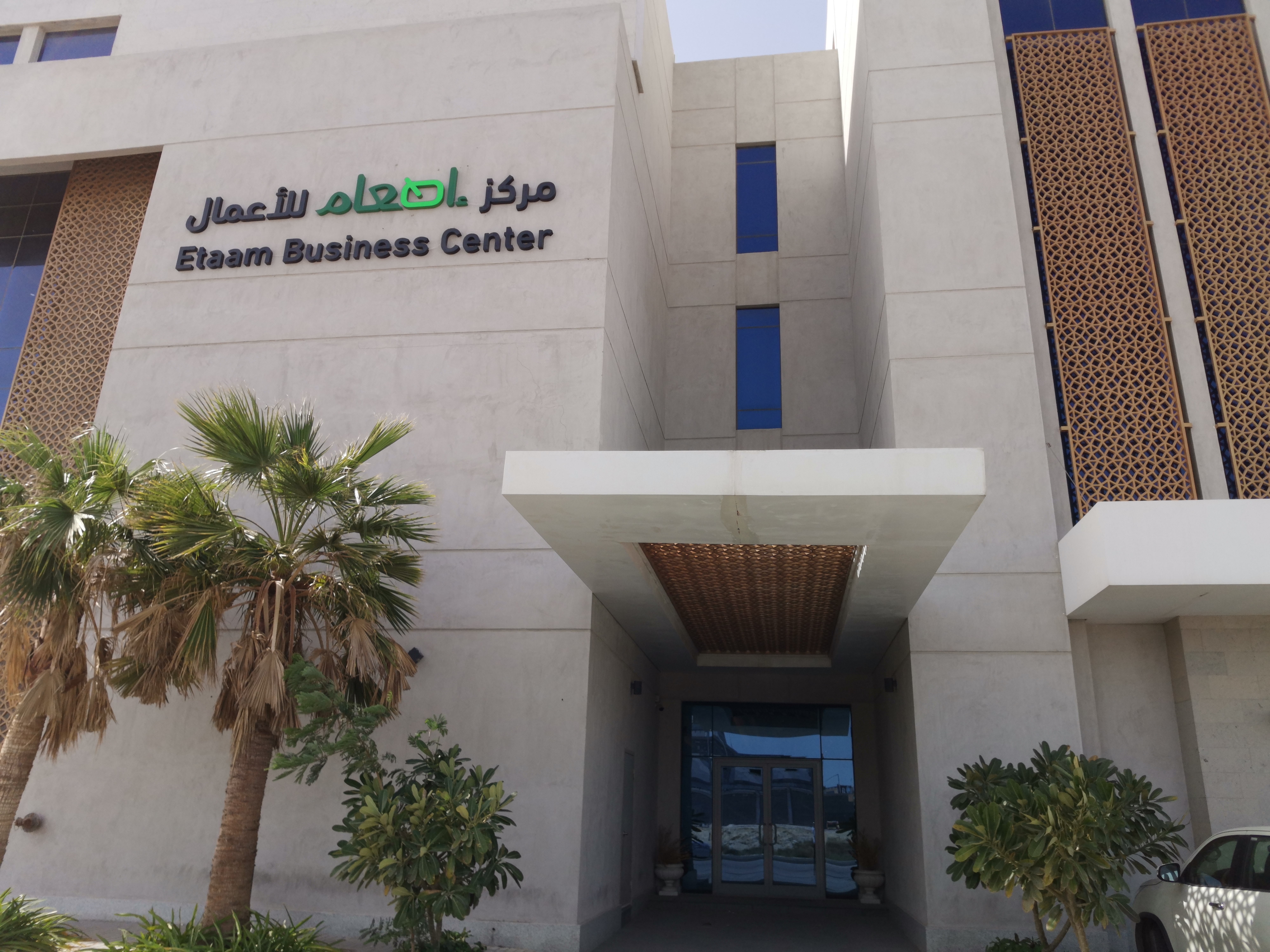
مركز إطعام للأعمال
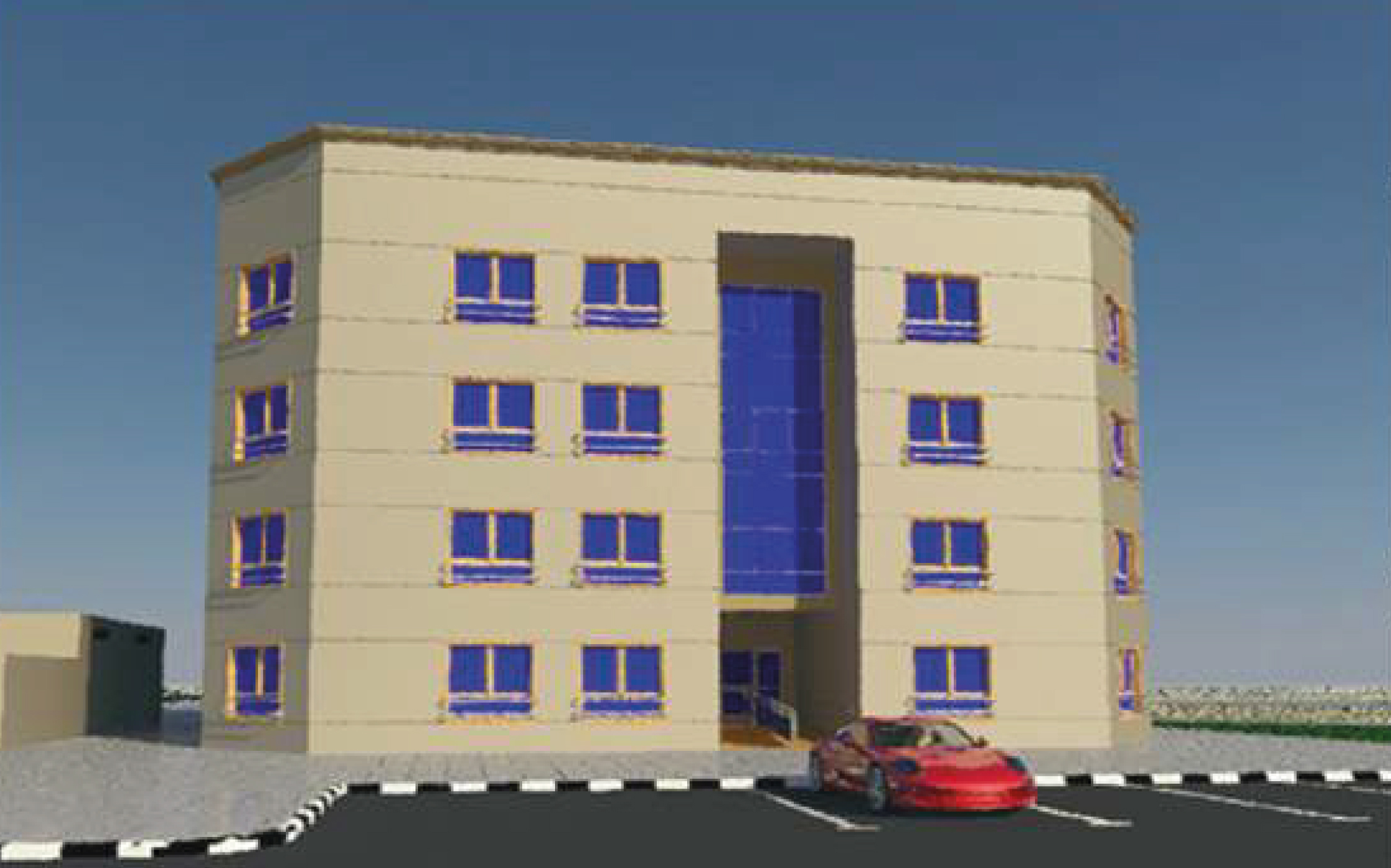
مبنى الجبيل الاستثماري